# Jonah Hex: Revenge Gets Ugly EP
Jonah Hex: Revenge Gets Ugly EP är en instrumental-EP med det amerikanska progressiv metal-bandet Mastodon, utgiven 29 juni 2010 av skivbolaget Reprise Records. EP:n innehåller soundtracket till filmen Jonah Hex, regisserad av Jimmy Hayward, och med Josh Brolin i titelrollen.

## Låtlista
1. "Death March" – 8:52
2. "Clayton Boys" – 3:12
3. "Indian Theme" – 4:10
4. "Train Assault" – 4:13
5. "Death March" (alternativ version) – 9:07
6. "Clayton Boys" (alternativ version) – 3:12

Musik: Mastodon och Marco Beltrami

## Medverkande
Musiker (Mastodon-medlemmar)
- Troy Sanders – basgitarr
- Bill Kelliher – gitarr
- Brann Dailor – trummor
- Brent Hinds – gitarr

Produktion
- George Drakoulias – producent